# Acanthophorides pilosicauda
Acanthophorides pilosicauda är en tvåvingeart som beskrevs av Borgmeier 1967. Acanthophorides pilosicauda ingår i släktet Acanthophorides och familjen puckelflugor.
Artens utbredningsområde är Texas. Inga underarter finns listade i Catalogue of Life.